# Balle il Rosso
Balle (in norreno: BalliR) o Balle il Rosso (Norreno: Rauð-BalliR) fu un maestro runico che operò in Svezia nella seconda metà dell'XI secolo. È uno dei rappresentanti dello stile dell'Urnes.
Ha firmato circa 20 pietre runiche nel sud-ovest dell'Uppland e nel nord del Södermanland e a volte firmò in poesia (ad esempio la pietra runica di Ågersta). Inoltre ci sono altre 30 pietre runiche che gli sono state attribuite.
Però, a causa delle differenze nelle decorazioni e nell'ortografia, non è certo che Balle e Balle il Rosso, che firmò la Pietra runica di Odendisa, siano la stessa persona. 

## Galleria d'immagini

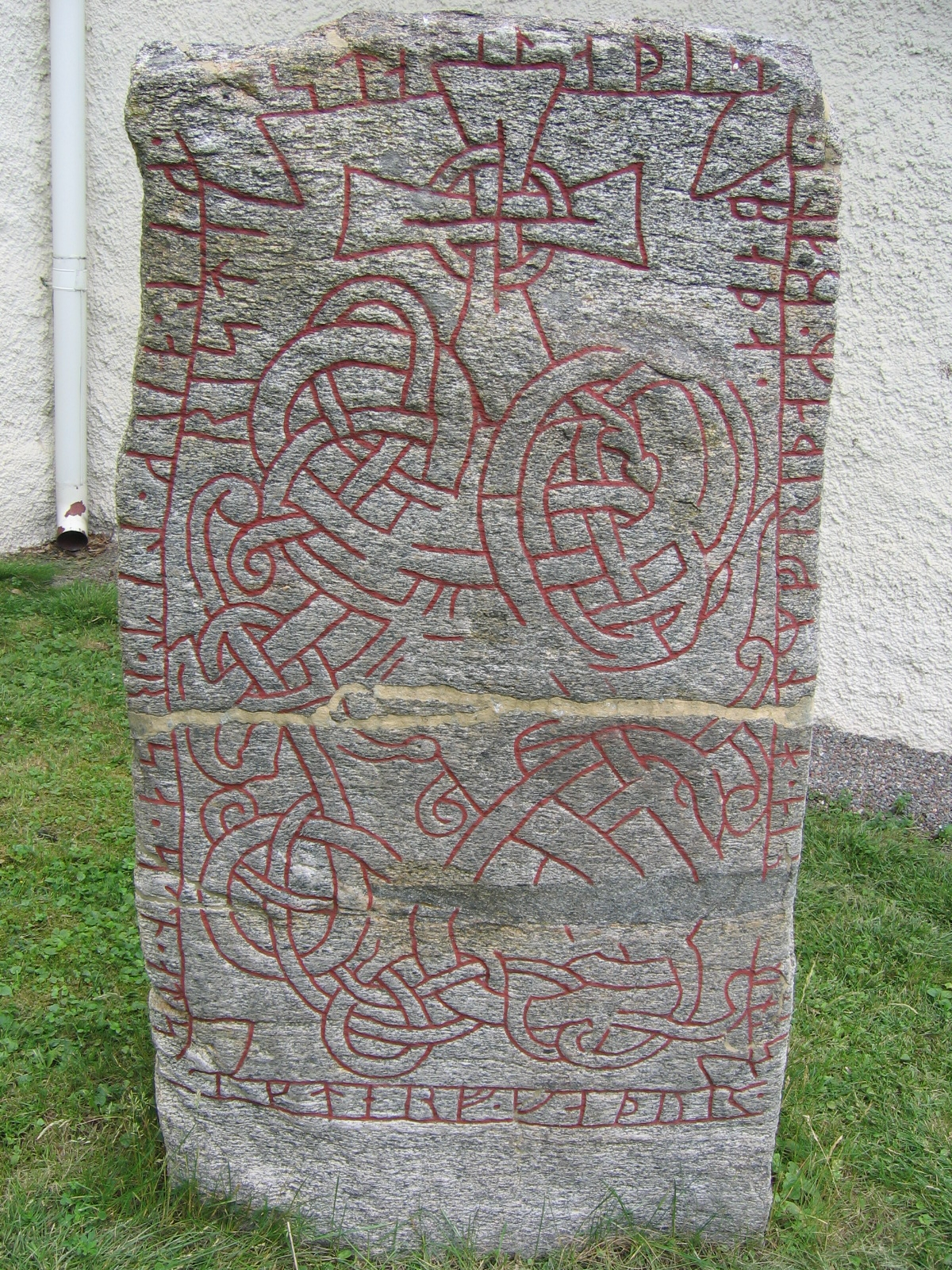
L'incisione runica U 647 firmata da Balle.
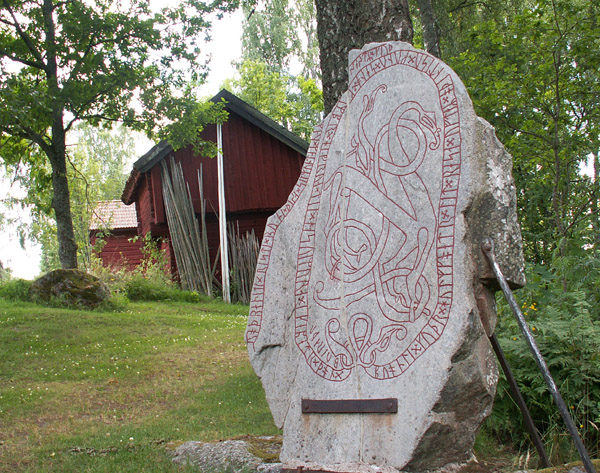
La Pietra runica di Odendisa (Vs 24) è firmata da Balle il Rosso.
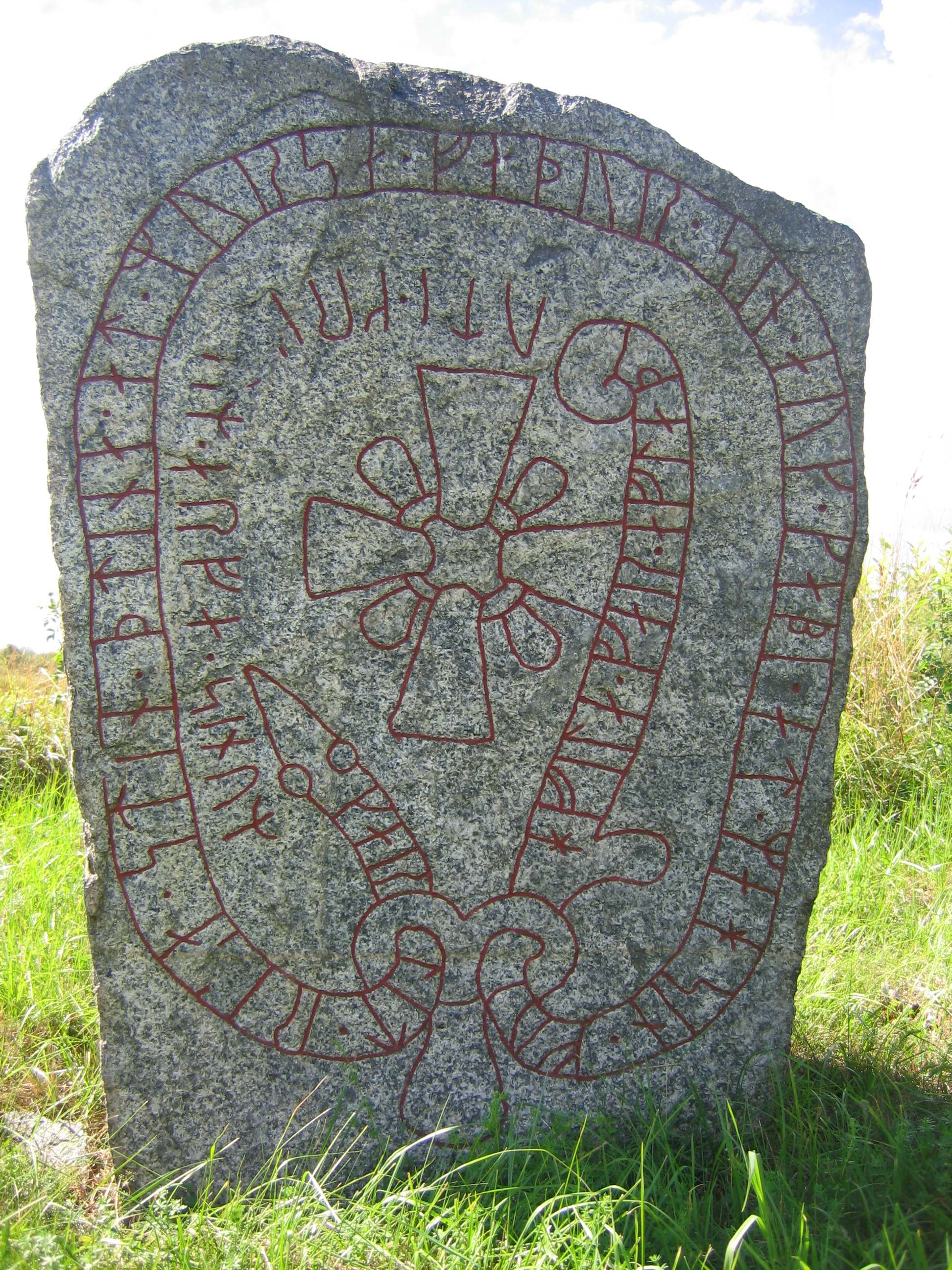
La pietra U 792 è attribuita a Balle.
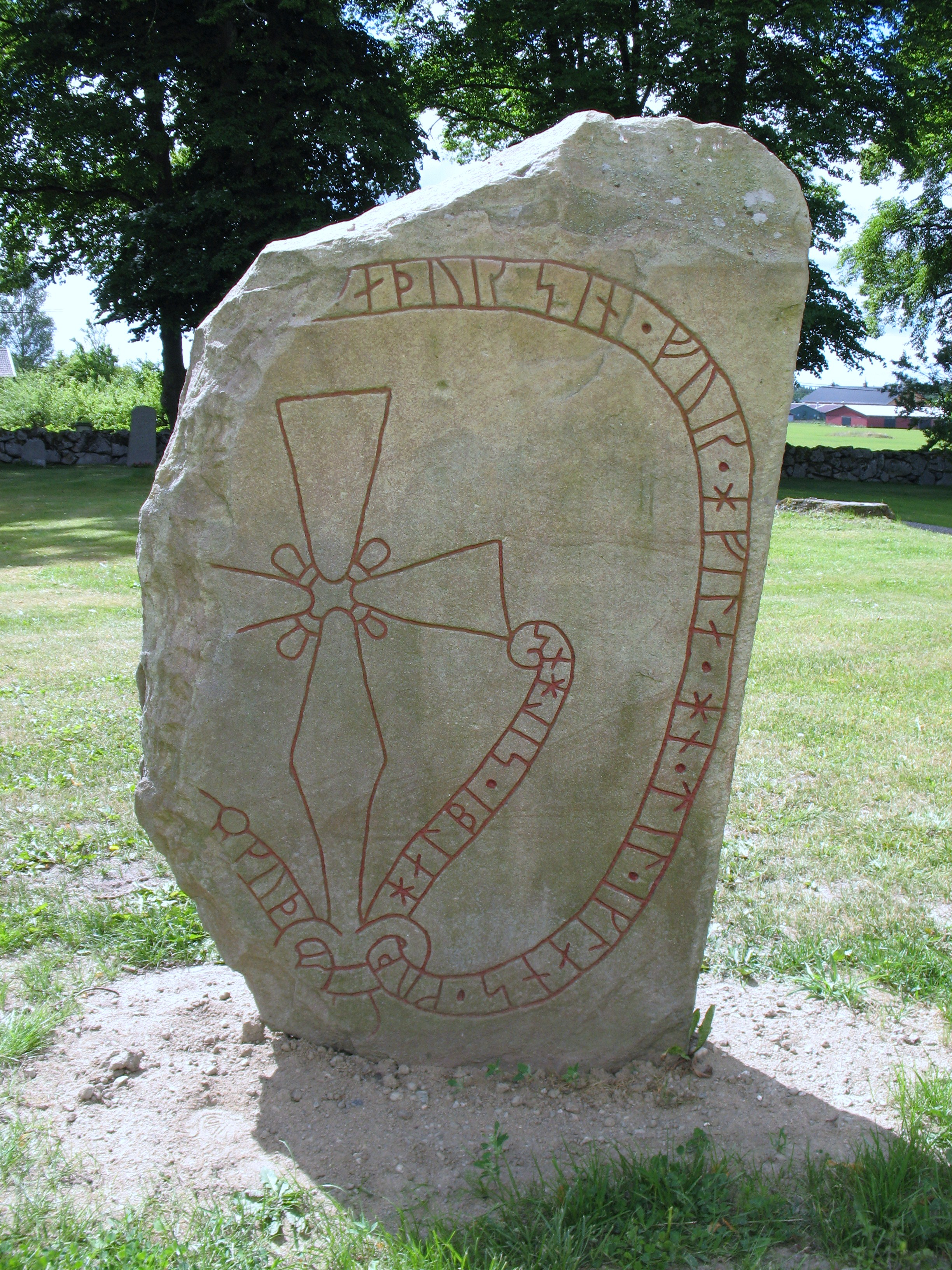
La Sö 207 è attribuita a Balle.